# Tesla Model S
El Tesla Model S és un automòbil elèctric, fabricat als EUA per Tesla Motors a la seva factoria de Fremont, Califòrnia.

## Característiques

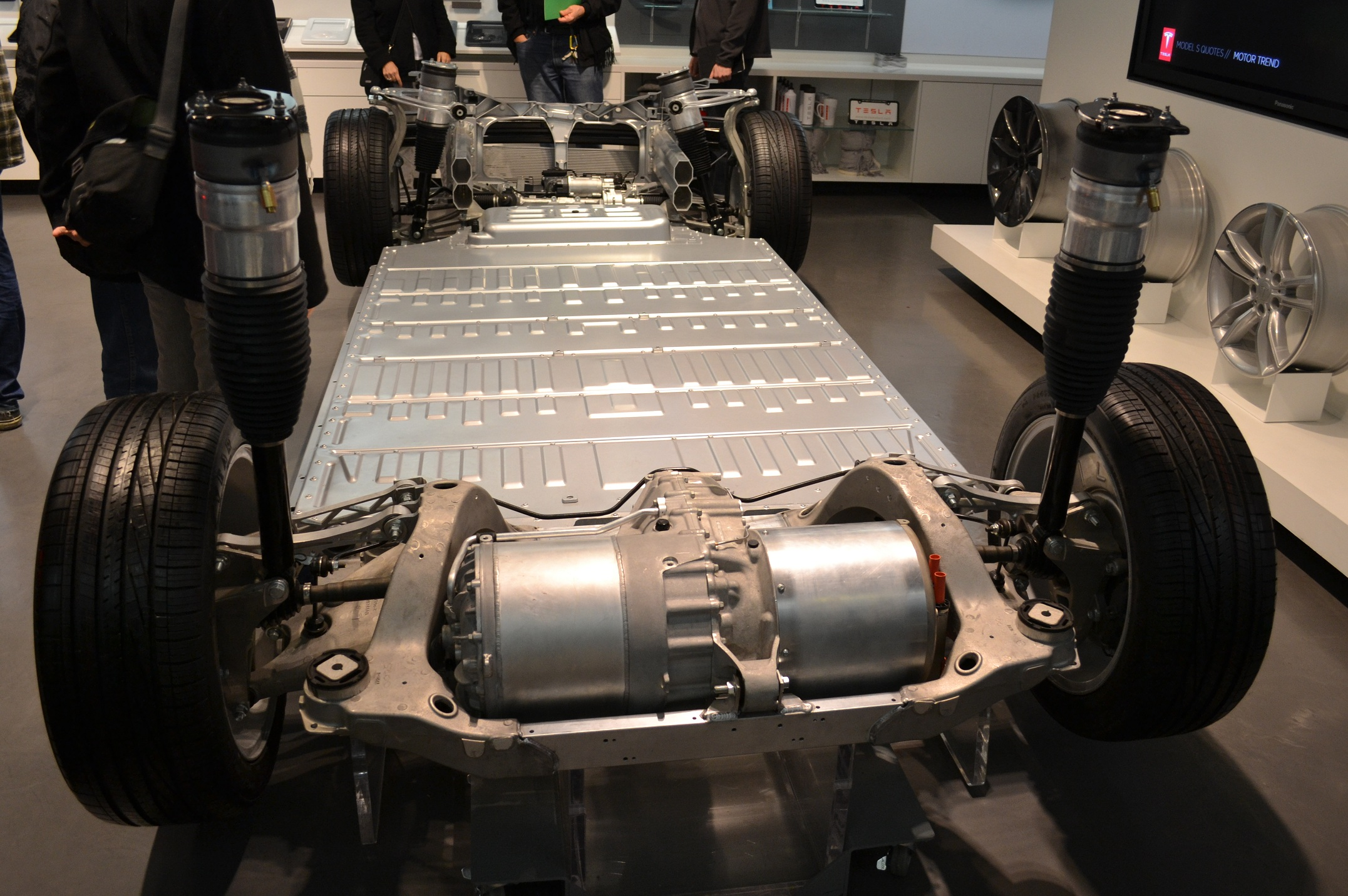
Xassís del Model S, amb motor elèctric i bateries

En venda des de l'any 2012, les seves característiques i origen el fan diferent, innovador i revolucionari dins l'entorn del cotxe elèctric i en el conjunt del món automobilístic global. El Model S, és un automòbil gran, de quasi cinc metres de llargada, tipus sedan, amb quatre portes més un portó al darrere, amb capacitat per cinc o set places (dos nens), pensat per competir tant en luxe com en prestacions amb models com el Mercedes-Benz Classe S, Audi A-6 o A-8, Jaguar, entre d'altres.
El potent motor, de fins a 416 cavalls de vapor i 100% elèctric, i extraordinàriament compacte, va situat just a sobre de l'eix posterior, prescindint de caixa de canvis, embragatge i arbre de transmissió. Aquesta posició gairebé ideal, baixa i centrada sobre l'eix, juntament amb la disposició de la bateria, dona al vehicle una estabilitat destacable. La ubicació i forma de la bateria elèctrica és un altre element distintiu d'aquest model. Situada en forma de plataforma inferior, entre els dos eixos i amb tota l'amplada del vehicle, ofereix una capacitat, fins a 85 kWh, molt superior als altres cotxes elèctrics, alhora que dona una gran estabilitat i rigidesa al conjunt.

## Recàrrega elèctrica
Per facilitar els trajectes més llargs, la casa Tesla, està instal·lant un seguit de "supercarregadors" que permeten reomplir les bateries al 50% en només 20 minuts. Distribuïts seguint les vies més importants, permeten als propietaris del Model S, realitzar viatges de milers de quilòmetres, amb parades no gaire llargues cada dues o tres hores. D'altra banda aquests "supercarregadors" estan sempre situats a prop de restaurants, hotels o centres comercials, on els viatgers puguin descansar, alimentar-se o visitar. La recàrrega és gratuïta per als propietaris dels Model S més potents, els de 85 kWh de bateria, durant tota la vida del vehicle.
L'hivern del 2014 es van completar un conjunt d'instal·lacions a través del centre dels USA, que permet el viatge de costa a costa. A Europa, els "supercarregadors" ja disponibles al juliol del 2014, permeten als usuaris del Tesla Model S, viatjar des de Bergen, a Noruega, fins a Marsella a França, passant per Dinamarca, Alemanya i Suïssa. I, segons el mapa d'instal·lacions previstes per Tesla, l'hivern del 2014 al 2015, es podrà arribar a Barcelona, amb dos "supercarregadors" muntats a Catalunya.

## Bateria
El novembre de 2012 Tesla va anunciar que el preu per a reemplaçar el paquet de bateries seria de 10 000 USD per al de 60 kWh i de 12 000 USD per al de 85 kW·h. Encara es desconeix el cost per a reemplaçar els paquets de 75 kWh, 90 kWh i 100 kWh.